# Mačeha in pastorka
Mačeha in pastorka je pravljica Kristine Brenkove.

## Vsebina
Pastorka Jerica je prijazna in dobrosrčna deklica. Ko je bila majhna, ji je umrla mati. Oče se je znova poročil s hudobno mačeho, ki je imela hčerko Koro. Oče je vsako poletje odhajal drvarit in se je vračal šele na zimo in tako je Jerica preživljala dolge dneve z mačeho in Koro. Vseskozi je morala opravljati težka gospodinjska dela in izpolnjevati naročila mačehe. Nekega dne jo je mačeha poslala daleč v gozd k starem studencu po vodo z namenom, da bi jo v gozdu požrle zveri. Tako bi Jerica umrla, mačeha in njena hči pa bi se lahko polastile njene hišice. Ker  je bila Jerica dobra, je na poti pomagala mucki, ki je padla v prepad, bolnemu kužku in žejni starki. Starka se je v znak hvaležnosti spremenila v Sončno ženo, ki ji je podarila zdravilni kamen, s katerim bo lahko zdravila bolne. Ko se je vrnila domov in je mačeha videla zdravilni kamen, ji ga je hotela takoj vzeti, saj se ji je zdelo, da bi lahko z njim služila denar in izkoriščala bolne ljudi. Jeričin prijatelj Jure je takoj sprevidel mačehin namen in preprečil, da bi Jerici vzela kamen. Mačeha pa se ni hotela vdati in je takoj v gozd poslala svojo hčer Koro ter ji naročila naj prinese zdravilni kamen. Ker pa je bila Kora zlobna deklica in na poti ni nikomur pomagala, ji je Sončna žena za kazen iznakazila obraz. Ko je prišla domov, sta z mačeho sprevideli, da sta bili za hudobo kaznovani in se takoj opravičili Jerici in jo prosili za pomoč. Ker je bila Jerica dobra deklica, je Kori pomagala ozdraveti. Od takrat naprej sta bili mačeha in njena hčer prijazni.

## Analiza
Pravljica se odvija v bližini domače hiše in v gozdu ob starem studencu. Dogajalni čas je en dan, dramska tehnika pa je sintetična, saj se vse odvija pred našimi očmi, le začetek je analitičen, ko Jerica opiše svojo mati in življenje z njo. Prevladujoča motiva sta motiv hudobne mačehe in motiv dobre pastorke, ki se pojavljata skozi celo pravljico. Pojavljajo se tudi motiv sirote (Jerica je brez matere, oče pa vseskozi dela), motiv dobrote, motiv nadnaravne moči in zdravilnega kamna.

## Literarni liki
Glavni osebi pravljice sta mačeha in pastorka Jerica. Sta osrednji osebi in povezujeta pravljico od začetka do konca. Pomembni so tudi: mačehina hči Kora, starka, ki se spremeni v Sončno ženo, Jerin prijatelj Jure in njegov medved Miško, kot stranski osebi pa nastopata še mačka Tačka in pes Rjavko.

## Motivno-tematske povezave
Podobni motivi se nahajajo še v naslednjih pravljicah:
- Mačeha in pastorka (Mladinska knjiga 1985), po zapisu Ivana Šašelja – mačeha pošlje pastorko brati jagode in ji pomaga veter Jug.
- Hudobna mačeha in dobra pastorka (Mladinska knjiga 1979) – slovenska ljudska pripovedka, kjer mačeha prav tako pošlje pastorko brati jagode okoli novega leta in ji pomaga dvanajst junakov, na koncu se pastorka Marica poroči.
- Zlata ribica (slovenska ljudska pravljica, Mladinska knjiga 1983, Mladinska knjiga 2005) – tu najdemo motiv zlobne mačehe, vendar v tej pravljici nastopa pastorek.